# Songs of Pain
| Recensione | Giudizio |
| ---------- | -------- |
| AllMusic   |          |
| Pitchfork  |          |

Songs of Pain è il primo album del cantautore e pittore statunitense Daniel Johnston, pubblicato nel 1981.
Come tutti i lavori di Johnston, l'album è considerato tra i capisaldi della outsider music americana, fondendo musicalità folk, pop e indie rock con elementi lo-fi. I brani contenuti nell'album furono registrati dall'artista nello scantinato della casa dei genitori in West Virginia tra il 1980 e il 1981, utilizzando solo un organetto giocattolo ed un registratore a nastro da 59 dollari. Le cassette originali furono distribuite in maniera amatoriale da Johnston e dai suoi amici e, successivamente, una copia fu ripubblicata dalla Stress Records nel 1988 e in formato compact disc dalla label Dualtone nel 2003 (insieme all'album More Songs of Pain, in una raccolta intitolata Early Recordings Volume 1).

## Contesto
La prima canzone composta in ordine cronologico fu Lazy, risalente alla fine del 1979, anno in cui Johnston aveva appena abbandonato gli studi presso la Abilene Christian Univeristy nel West Texas; il brano, unica composizione di quel periodo, riflette un certo qual senso di autocompiacimento dell'autore nella sua posizione di "quitter" ("rinunciatario").
L'anno successivo, dopo essersi trasferito alla Kent State University di East Liverpool, Ohio, la vita di Johnston fu segnata da un incontro che influenzerà in modo decisivo la sua produzione successiva: fu proprio qui che conobbe Laurie Allen, sua compagna di studi, della quale si invaghì. In breve tempo la ragazza diventerà una sorta di musa ispiratrice per il giovane Johnston, invogliandolo ad impegnarsi quotidianamente nell'esercizio del pianoforte e divenendo il soggetto centrale di numerose sue canzoni. L'amore platonico dell'artista nei confronti della Allen fu uno dei principali motori nella produzione di Songs of Pain, così come il non essere corrisposto da parte di quest'ultima: la scoperta del fidanzamento di Laurie con un becchino della Florida (e il suo conseguente trasferimento lì) provocherà a Johnston un profondo trauma, lasciandolo emotivamente sconvolto e alimentando il tono depressivo dell'album (un imbarazzante incontro successivo con la ragazza verrà ironicamente descritto nel brano Grievances).
Come già accennato, l'album fu interamente scritto e registrato da Johnston nel seminterrato della casa di famiglia in West Virginia, utilizzando semplicemente un registratore a nastro della Sanyo da 59 dollari e una fornitura di cassette della Radio Shack. Anche le parti strumentali furono curate per la maggior parte dall'artista, così come la sovraincisione delle voci. Il progetto fu ultimato nel 1981, durante il terzo anno di università di Johnston, e distribuito in maniera amatoriale ad amici e colleghi universitari; dato che l'artista non possedeva un copia nastri, però, ogni cassetta venne registrata in copia singola e costituisce un unicum per la persona a cui venne regalata.
La versione dell'album pervenutaci ad oggi, che è stata ristampata in massa dall'etichetta Stress Records di Jeff Tartakov nel 1988, risulta essere quella che l'artista consegnò personalmente alla pittrice e musicista Kathy McCarty, nel 1985 circa.

### Sonorità
Nonostante sia il suo album d'esordio, Songs of Pain canalizza perfettamente tutti i talenti artistici distintivi di Daniel Johnston: traspaiono da subito la sua spontaneità esecutiva, l'intuito melodico e le abilità verbali. L'album nasce dal grande trauma affettivo scaturito da Laurie Allen (alla quale l'artista si riferisce con l'appellativo di "the librarian" nel testo di Grievances, brano di apertura del progetto), ma tocca anche altri temi vicini alla vita di Johnston, come il cristianesimo (in A Little Story), la cannabis (in Pot Head, dedicata ad un suo amico) e il sesso prematrimoniale (in Joy Without Pleasure e Premarital Sex).
Tutti i brani del disco hanno un accompagnamento pianoforte e voce (ad eccezione di Grievances, nel quale Johnston suona un organo) e, qua e là, sono intervallati da frammenti di dialoghi, colpi di tosse, pezzi rumoristi: pare che, come fonte d'ispirazione per la sua arte, Johnston fosse solito registrare ogni conversazione che aveva, riutilizzando frasi  per i suoi testi e, in particolare, campionando i litigi tra lui e sua madre. Tali elementi concorrono a rendere Songs of Pain uno dei primi grandi capolavori lo-fi, nonché una pietra miliare del genere.
Lo stile, anche se in alcuni passaggi tradisce influenze "beatlesiane", si ricollega profondamente alla tradizione blues di Robert Johnson e a quella folk di artisti come Hank Williams e Slim Whitman. Un'altra influenza fondamentale derivò sicuramente da Bob Dylan - lo stesso Johnston descrisse Grievances come la sua personale Like a Rolling Stone.

## Ricezione
Nel 2003, in una recensione della compilation in CD Songs of Pain (che comprende sia questo album che il suo sequel More Songs of Pain, del 1983), David Reposa, giornalista per Pitchfork, ha parlato positivamente dell'album, descrivendolo come "fresco", "disinvolto" e "spensierato". Nel 2010, sempre in una recensione di Pitchfork di The Story of an Artist (raccolta in 6 dischi di tutti i primi lavori di Johnston), Douglas Wolk descrive Never Relaxed come "La cosa più divertente che Johnston abbia mai registrato" e Living Life come "Una insanguinata ma indomita melodia power-pop". Nello stesso articolo Wolk parla anche di More Songs of Pain, definendolo "Una versione più compiuta anche se meno stimolante su molti degli stessi temi". Nell'articolo commemorativo di Billboard "R.I.P. Daniel Johnston: 12 Essential Tracks From the Outsider Music Legend" sono stati inclusi i brani Urge e Joy Without Pleasure. Willoughby Thom, per la retrospettiva di The Observer su Daniel Johnston, descrive favorevolmente Songs of Pain, definendolo "Emotivo e intensamente bello" e lodandone la sincerità e semplicità dei testi. Nel luglio 2021 la Ro2 gallery di Dallas, Texas, ha ospitato una mostra d'arte su Johnston, che prende il nome di Story of an Artist & Songs of Pain.
In Hi, how are You?, libro sulla carriera di Daniel Johnston, Songs of Pain è stato menzionato come uno degli album preferiti dall'artista Kathy McCarty. Nel 1995 una cover di Living Life è stata inserita nella colonna sonora del film drammatico-romantico Before Sunrise.

## Tracce
Testi e musiche di Daniel Johnston.
1. Grievances – 2:49
2. A Little Story – 3:30
3. Joy Without Pleasure – 1:55
4. Never Relaxed – 3:28
5. Brainwash – 2:40
6. Pot Head – 3:23
7. Wicked World – 2:35
8. Lazy – 2:41
9. I Save Cigarette Butts – 5:26
10. Like a Monkey in a Zoo – 3:28
11. Wicked Will – 1:45
12. An Idiot's End – 4:36
13. Wild West Virginia – 2:39
14. Since I Lost My Tooth – 1:21
15. Urge – 2:36
16. Living Life – 4:08
17. Tuna Ketchup – 2:06
18. Premarital Sex – 3:05
19. Don't Act Nice – 0:37
20. Hate Song – 2:07

Durata totale: 56:55